# Добринінська вулиця
Добри́нінська ву́лиця — вулиця в Оболонському районі міста Києва, місцевість Пріорка, житловий масив Оболонь. Пролягає від Автозаводської вулиці до вулиці Героїв полку «Азов» та площі Леоніда Телятникова.
Прилучаються вулиці Сім'ї Кульженків, Вербова  та Богатирська (шляхопровід; з'їзди відсутні).

## Історія
Початковий відрізок (до вулиці Сім'ї Кульженків) виник у 1-й третині XX століття як дорога без назви. Решту вулиці прокладено між 1971 та 1975 роками під назвою Нова. Сучасна назва на честь давньоруського билинного богатиря Добрині Микитича — з 1980 року. У 1975 році по вулиці відкрито трамвайний рух. У середині 1980-х років на Добринінській вулиці був побудований трамвайно-автомобільний шляхопровід над Богатирською вулицею.

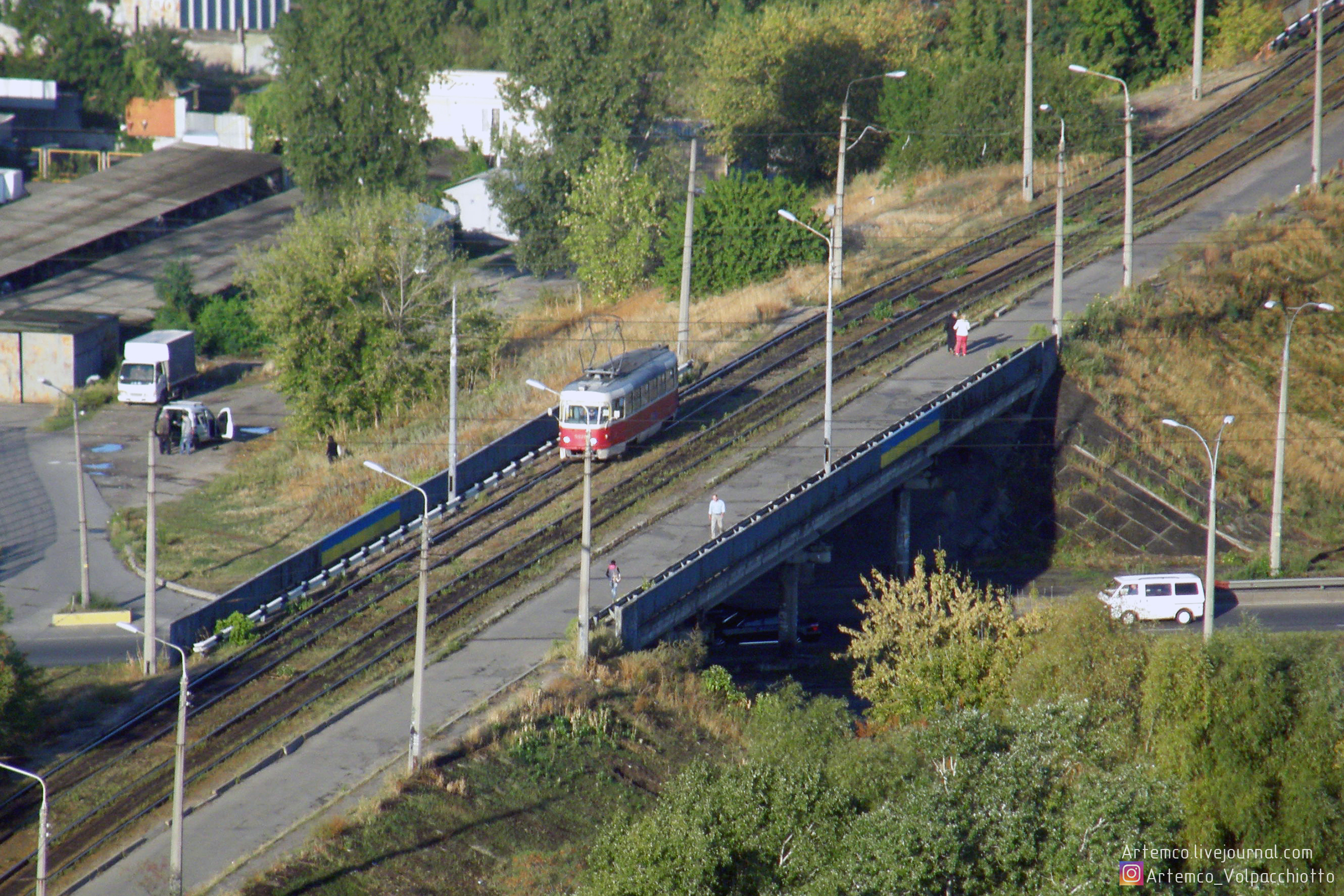
Шляхопровід на перетині з Богатирською вулицею